# Pärnu (řeka)
Pärnu (česky též Pernava, estonsky plným názvem Pärnu jõgi, tedy "řeka Pärnu" nebo "Pernovská řeka") je po řece Võhandu druhá nejdelší estonská řeka. Protéká kraji Pärnumaa a Järvamaa. Do jejího povodí patří přibližně 16 % estonského území. Je dlouhá 144 km. Povodí má rozlohu 6920 km².

## Průběh toku

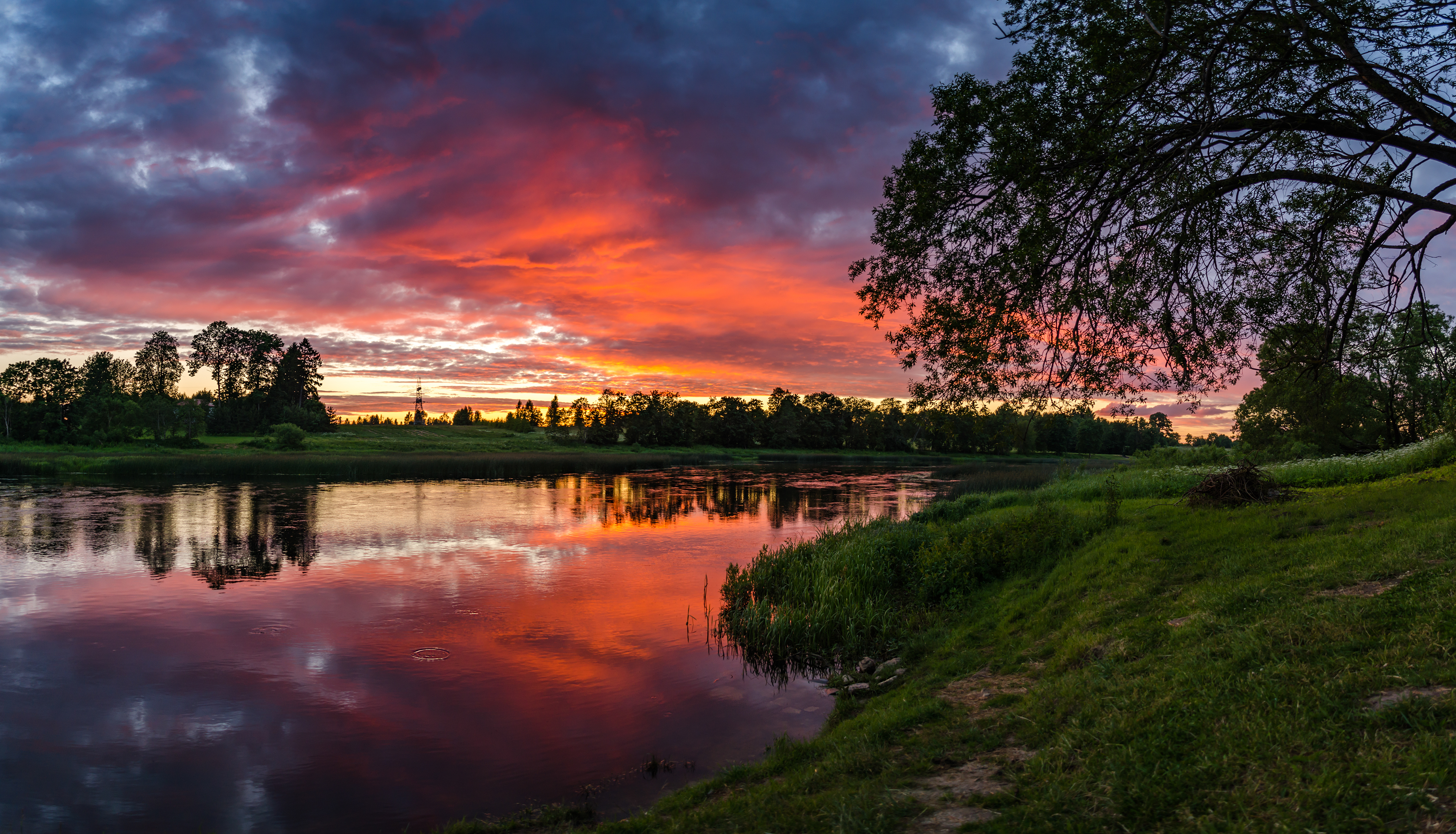
Červánky nad řekou Pärnu ve městě Sindi

Řeka pramení v Pandiverské vysočině poblíž městečka Roosna-Alliku a teče na jihozápad nejprve Středoestonskou rovinou a pak Pernovskou nížinou k Pernovskému zálivu, do něhož se vlévá na území města Pärnu, obklopena z obou stran přes 2 km dlouhými umělými hrázemi.

### Přítoky
Hlavními přítoky Pernavy jsou (v pořadí od pramene k ústí) zprava Reopalu, Lintsi, Mädara, Käru, Vändra a Sauga, zleva Vodja, Esna, Prandi, Aruküla, Navesti, Kurina a Reiu.

## Vodní režim
Zdroj vody je smíšený. Na horním toku převládá podzemní a na dolním dešťový. Průměrný roční průtok vody ve vzdálenosti 26 km od ústí činí 48,2 m³/s. Zamrzá ne každý rok, většinou v polovině prosince a rozmrzá na konci března.

## Využití
Poblíž ústí je možná vodní doprava. Na řece bylo vybudováno 11 přehrad a malé vodní elektrárny. Poblíž vesnice Purdi na horním toku odbočuje z Pernavy kanál odvádějící část vody do Jägaly pro posílení Tallinnského vodovodu.

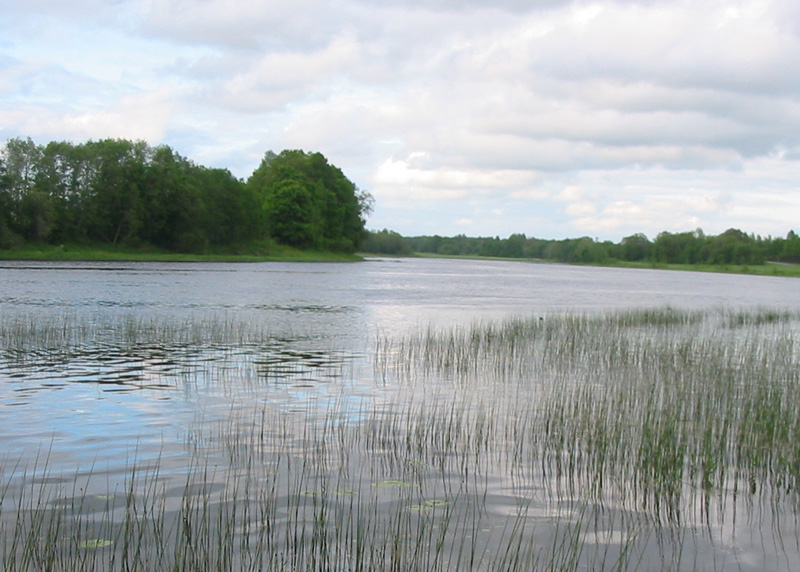
Pernava poblíž Tori põrgu

U městečka Tori na dolním toku řeky se nachází významný odkryv devonských pískovců, zvaný Tori põrgu („Torské peklo“).

## Historie
Řeka byla od pravěku význačnou dopravní tepnou, kolem níž od nejstarších dob vznikala lidská sídla. Nálezy kamenných seker a klínů a rozličných kostěných předmětů na mnoha místech podél řeky a v říčním korytě svědčí o lidské přítomnosti již v době kamenné.
Ve vesnici Pulli poblíž Sindi byly pod dvou- až třímetrovými nánosy naplavenin vykopány pozůstatky nejstaršího známého sídla na estonském území, lovecko-rybářská vesnice Kundské kultury, datovaná do poloviny 9. tisíciletí před naším letopočtem. Nálezy obsahují pazourkové a kostěné hroty šípů, nože, pěstní klíny a další užitkové předměty, ale také losí, bobří, medvědí, ptačí a rybí kosti, svědčící o lovecké aktivitě obyvatel.
Významnost řeky se projevila též na vztahu lidí k ní. Ve středověku se Pernava objevuje na mapách též pod jménem Embeke („Matička“), které svědčí o tom, za jak důležitou pro své živobytí ji obyvatelé jejích břehů považovali.